# Strada statale 598 di Fondo Valle d'Agri
La strada statale 598 di Fondo Valle d'Agri (SS 598) è una strada statale italiana, il cui percorso si sviluppa soprattutto longitudinalmente, tagliando da ovest ad est la parte meridionale della Basilicata.

## Storia
La strada venne istituita col decreto del Ministro dei lavori pubblici del 9 febbraio 1970, mutuando il percorso dalla strada di Fondo Valle d'Agri, con i seguenti capisaldi d'itinerario: "Innesto strada statale n. 19 - Marsico Nuovo - ponte Grumentino - bivio Spinoso - bivio Missanello - scalo Montalbano - innesto strada statale n. 106 presso Eraclea".
Coi lavori di ammodernamento dell'allora A3 Napoli-Reggio Calabria, il caposaldo iniziale venne a modificarsi prima in quello di "Svincolo con l'A3 presso Atena Scalo" (col decreto del Presidente del Consiglio dei Ministri dell'8 luglio 2010).

## Percorso
Ha origine ad Atena Lucana in prossimità dello svincolo dell'A2 del Mediterraneo e termina a Scanzano Jonico, in Basilicata, in prossimità dello svincolo della strada statale 106 Jonica. Ha una lunghezza totale di 123,150 km e attraversa le province di Salerno, Potenza e Matera. Percorre la Val d'Agri toccandone i comuni (che sono collegati alla strada con uscite e svincoli) fino a ricongiungersi con la SS 106 nel territorio di Scanzano Jonico. Malgrado abbia una sola corsia per senso di marcia e sia caratterizzata per ampi tratti da curve, gallerie e scarsa visibilità (solo in alcuni tratti è consentito il sorpasso), è importantissima poiché ha tolto dall'isolamento la Val d'Agri e ha facilitato i collegamenti tra i paesi della valle. La strada prende il nome dal fiume Agri in quanto segue il suo percorso fino alla foce, nei pressi di Policoro. Sul tratto compreso tra i progressivi chilometrici 0,300 (innesto con l'autostrada A2 "del Mediterraneo") e 79,920 (Sant'Arcangelo), per il periodo dell’anno dal 15 novembre al 15 aprile, vige obbligo permanente di equipaggiamento del veicolo con pneumatici invernali o di catene da neve a bordo.

### Tabella percorso
| di Fondo Valle d'Agri |                                                                                         |       |                                                                                    |           |
| Tipo                  | Indicazione                                                                             | km    | Note                                                                               | Provincia |
|                       | del Mediterraneo                                                                        | 0,0   |                                                                                    | SA        |
|                       | Atena Lucana Scalo ex delle Calabrie - Polla - Sala Consilina                           | 0,0   |                                                                                    | SA        |
|                       | Atena Lucana Est di Brienza                                                             | 0,5   | Solo uscita in direzione Scanzano Jonico. Solo ingresso in direzione Atena Lucana. | SA        |
|                       | Area di Servizio                                                                        | 4,0   | Solo in direzione Scanzano Jonico                                                  | SA        |
|                       | Atena Lucana Ovest di Brienza                                                           | 5,8   |                                                                                    | SA        |
|                       | Area di Servizio                                                                        | 8,8   | Solo in direzione Atena Lucana                                                     | PZ        |
|                       | Pozzi di Brienza - Braide - Schiavi                                                     | 9,4   |                                                                                    | PZ        |
|                       | Brienza Nord di Brienza                                                                 | 11,8  |                                                                                    | PZ        |
|                       | Brienza Sud dell'Alto Agri - di Brienza                                                 | 13,5  |                                                                                    | PZ        |
|                       | Sasso di Castalda                                                                       | 16,1  |                                                                                    | PZ        |
|                       | Pergola Nord SP ex dell'Alto Agri                                                       | 16,1  | Solo uscita in direzione Scanzano Jonico. Solo ingresso in direzione Atena Lucana. | PZ        |
|                       | Pergola Sud                                                                             | 21,0  |                                                                                    | PZ        |
|                       | Marsico Nuovo Nord SP ex dell'Alto Agri                                                 | 25,1  |                                                                                    | PZ        |
|                       | Marsico Nuovo Sud SP ex dell'Alto Agri - di Galaino                                     | 26,8  |                                                                                    | PZ        |
|                       | Area di Servizio                                                                        | 28,4  | Solo in direzione Atena Lucana                                                     | PZ        |
|                       | Galaino - Paterno Padula - Vallo di Diano - del Mediterraneo                            | 30,5  |                                                                                    | PZ        |
|                       | Tramutola - Villa d'Agri SP ex dell'Alto Agri - Marsicovetere                           | 36,9  |                                                                                    | PZ        |
|                       | Grumento Nova Viggiano                                                                  | 44,4  |                                                                                    | PZ        |
|                       | Viggiano - Grumento Nova SP ex di Val d'Agri - Sarconi - Moliterno                      | 47,6  |                                                                                    | PZ        |
|                       | Area di Servizio                                                                        | 48,2  | Solo in direzione Scanzano Jonico                                                  | PZ        |
|                       | Montemurro Corleto Perticara                                                            | 53,0  |                                                                                    | PZ        |
|                       | Spinoso                                                                                 | 56,6  |                                                                                    | PZ        |
|                       | Castelsaraceno - San Chirico Raparo Nord - San Martino d'Agri                           | 63,1  |                                                                                    | PZ        |
|                       | Guardia Perticara - Armento - Corleto Perticara                                         | 63,6  |                                                                                    | PZ        |
|                       | Castronuovo di Sant'Andrea - San Chirico Raparo Sud - Castelsaraceno                    | 66,0  |                                                                                    | PZ        |
|                       | Missanello - Gallicchio Area di servizio                                                | 71,0  |                                                                                    | PZ        |
|                       | Area di Servizio                                                                        | 74,5  | Solo in direzione Atena Lucana                                                     | PZ        |
|                       | dell'Appennino Meridionale - Missanello Gallicchio                                      | 74,9  |                                                                                    | MT        |
|                       | Roccanova - Aliano dell'Appennino Meridionale - Sant'Arcangelo                          | 77,2  |                                                                                    | PZ        |
|                       | Zona P.I.P. San Brancato Area di servizio                                               | 79,1  |                                                                                    | PZ        |
|                       | Sant'Arcangelo Roccanova - Castronuovo di Sant'Andrea - San Brancato                    | 79,7  |                                                                                    | PZ        |
|                       | Sant'Arcangelo                                                                          | 81,3  |                                                                                    | PZ        |
|                       | Area di Servizio                                                                        | 83,3  | Solo in direzione Atena Lucana                                                     | PZ        |
|                       | dell'Appennino Meridionale - Senise Parco nazionale del Pollino - della Valle del Sinni | 83,3  |                                                                                    | PZ        |
|                       | Area di Servizio                                                                        | 83,7  | Solo in direzione Scanzano Jonico                                                  | PZ        |
|                       |                                                                                         | 84,6  |                                                                                    | PZ        |
|                       | Aliano Alianello                                                                        | 86,0  |                                                                                    | MT        |
|                       | Saurina - Corleto Perticara Stigliano - Gorgoglione - Guardia Perticara                 | 90,3  |                                                                                    | PZ        |
|                       | Area di Servizio                                                                        | 94,3  | Solo direzione Atena Lucana                                                        | MT        |
|                       | Tursi                                                                                   | 94,9  |                                                                                    | MT        |
|                       | Stigliano                                                                               | 98,8  |                                                                                    | MT        |
|                       | Diga di Gannano                                                                         | 104,0 |                                                                                    | MT        |
|                       | SP ex di Val d'Agri - Craco                                                             | 107,5 |                                                                                    | MT        |
|                       | Area di Servizio                                                                        | 107,7 | Solo in direzione Scanzano Jonico                                                  | MT        |
|                       | Tursi                                                                                   | 108,7 |                                                                                    | MT        |
|                       | Montalbano Jonico                                                                       | 111,4 |                                                                                    | MT        |
|                       | Montalbano Jonico                                                                       | 114,0 |                                                                                    | MT        |
|                       | Recoleta                                                                                | 119,6 |                                                                                    | MT        |
|                       | Jonica Taranto - Reggio Calabria - Policoro                                             | 123,4 |                                                                                    | MT        |